# Liste der Naturdenkmale in Girod
Die Liste der Naturdenkmale in Girod nennt die im Gemeindegebiet von Girod ausgewiesenen Naturdenkmale (Stand 13. Juni 2024).

## Ehemalige Naturdenkmale
| Nr. | Bezeichnung | Lage                                          | Beschreibung                                    | Bild                          |
| --- | ----------- | --------------------------------------------- | ----------------------------------------------- | ----------------------------- |
|     | Sommerlinde | nördlich des Ortes; Flur Unter der Heide Lage | Tilia platyphyllos; Rechtsverordnung aufgehoben | mehr Fotos \| Fotos hochladen |